# Инфлуенсър маркетинг
Инфлуенсър маркетингът (на английски: influencer marketing) представлява форма на маркетинг, канал за популяризация и продажба, при която видими и въздействащи личности в социалните мрежи, т.нар. инфлуенсъри, привличат внимание към своя начин на живот, в частност към използваните от тях продукти и услуги на различни компании, като по този начин реализират канал за популяризация и продажба. Друго определение е: популярна личност в интернет пространството с множество последователи в социални мрежи, която с изявите и публикациите си популяризира и рекламира продукти и услуги на дадена компания, като така влияе за налагането на определени модни тенденции, вкусове и предпочитания
В модерния маркетинг свят инфлуенсърите рекламират продукти и услуги посредством постове в социалните мрежи в Интернет като Facebook, Instagram, Twitter, TikTok, YouTube и други. Използването на различни методи и подходи за ангажиране на аудиторията могат да варират в широк спектър според нейните характеристики, както и според инструментариума, предоставен от съответната комуникационна платформа.
Съществува съществена разлика между инфлуенсъра и популярното лице. За да изпълните успешно една стратегия, свързана с инфлуенсър маркетинг, трябва внимателно да се подберат личностите, които рекламират продукта. Често маркетолози биват объркани от значението на думата „инфлуенсър“, а то е следното – човек, който е смятан за експерт в неговата ниша и има възможността да влияе на другите. Това трябва да са лица, които ще доведат до повече продажби на рекламирания продукт, а не просто популярни лица, които нямат влияние върху мнението на своята аудитория.
Сътрудничеството с влиятелни хора често се разглежда като инструмент за представяне на продукти чрез видео съдържание. Този канал обаче може ефективно да реши много бизнес проблеми. Те си сътрудничат с лидери на общественото мнение, когато е необходимо:
- повишаване на осведомеността;
- повишаване на доверието и лоялността на публиката;
- увеличаване на продажбите;
- демонстрирайте продукта в действие;
- отговаряне на потребителски въпроси; изготвяне на възражения и негативни асоциации с продукта